# Athlétisme aux Jeux des îles de l'océan Indien 2023
Les épreuves d'athlétisme lors des Jeux des îles de l'océan Indien 2023 se tiennent à Antananarivo, au Madagascar. Les épreuves se déroulent au sein du Stade Municipal d'Alarobia du 29 août au 3 septembre 2023.

## Résultats

### Hommes
| Épreuves          | Or                                                                                                   | Argent                                                                                           | Bronze                                                                                     |
| ----------------- | --- | ------------------------------------------------------------------------------------------------ | ------------------------------------------------------------------------------------------ |
| 100 m             | Noa Bibi 10 s 32                                                                                     | Jonathan Bardottier 10 s 40                                                                      | Orphée Topize 10 s 49                                                                      |
| 200 m             | Noa Bibi 20 s 60                                                                                     | Hajatiana Randrianasolo 21 s 05                                                                  | Jonathan Bardottier 21 s 09                                                                |
| 400 m             | Jérémie Cotte 47 s 64                                                                                | Vavara Aina Cléot 47 s 78                                                                        | Yash Aubeeluck 47 s 83                                                                     |
| 800 m             | Kilian Daude 1 min 52 s 35                                                                           | Soazara Randrianantenaina 1 min 53 s 27                                                          | Freddy Razafimanana 1 min 53 s 51                                                          |
| 1 500 m           | Tsima Tahinjanahary 4 min 3 s 61                                                                     | Heriniaina Rakotondrainy 4 min 3 s 80                                                            | Mohammad Ilshad Dookun 4 min 4 s 63                                                        |
| 5 000 m           | Iven Moise 15 min 2 s 51                                                                             | Clément Ranahavitasoa 15 min 6 s 75                                                              | Tsima Tahinjanahary 15 min 12 s 13                                                         |
| 10 000 m          | Iven Moise 30 min 48 s 66                                                                            | Patrick Ralaiarimanana 30 min 53 s 50                                                            | Clément Ranahavitasoa 31 min 0 s 68                                                        |
| 110 m haies       | Raphaël Mohamed 13 s 97                                                                              | Pascal Désiré 14 s 62                                                                            | Victor Zelasy 14 s 66                                                                      |
| 400 mètres haies  | Soyifidine Saïd 51 s 55                                                                              | Pascal Désiré 52 s 50                                                                            | Jean-Robert Bezara 53 s 00                                                                 |
| 4 × 100 m         | Maurice Orphée Topize Jonathan Bardottier Noa Bibi Joshan Vencatasamy 39 s 55                        | Mayotte Kamel Zoubert Djassim Ahamada Soyifidine Saïd Raphaël Mohamed 40 s 05                    | Réunion Samuel Libelle Cédric Lacouture Hajatiana Randrianasolo Yann Randrianasolo 40 s 12 |
| 4 × 400 m         | Madagascar Vavara Aina Cléot Lorin Razanandrafomba Todisoa Rabearison Patrice Remandro 3 min 12 s 07 | Mayotte Soyifidine Saïd Hazir Inoussa Ali M'Dahoma Djassim Ahamada Raphaël Mohamed 3 min 13 s 43 | Réunion Ruben Gado Cyrille Rasoamanana Kilian Daude Cédric Lacouture 3 min 13 s 74         |
| 10 km marche      | Jérôme Caprice 48 min 24 s 69                                                                        | Théophile Ramaroson 50 min 4 s 69                                                                | Kushar Gukhool 50 min 26 s 29                                                              |
| Semi-marathon     | Miftahou Mohamed 1 h 7 min 53 s 6                                                                    | Fulgence Rakotondrasoa 1 h 8 min 24 s 7                                                          | Mampitroatsy 1 h 8 min 38 s 5                                                              |
| Saut en hauteur   | Dezardin Prosper 2,04 m                                                                              | Joshua Onezime 2,01 m                                                                            | Norris Brioche 1,98 m                                                                      |
| Saut à la perche  | Ruben Gado 5,00 m                                                                                    | Alexis Quest 4,80 m                                                                              | Noah Hullen 4,00 m                                                                         |
| Saut en longueur  | Yann Randrianasolo 7,65 m                                                                            | Narindra Rafidimalala 7,50 m                                                                     | Djassim Ahamada 7,42 m                                                                     |
| Triple saut       | Patrick Gentil 15,70 m                                                                               | Yann Randrianasolo 15,28 m                                                                       | Heritiana Andrilova 15,06 m                                                                |
| Lancer du poids   | Henry-Bernard Baptiste 18,25 m                                                                       | Joseph Stenio Noel 15,30 m                                                                       | Nicaise Jeannet 14,14 m                                                                    |
| Lancer du disque  | Christopher Sophie 55,51 m                                                                           | Soilihi Boina 46,12 m                                                                            | Nicaise Jeannet 44,55 m                                                                    |
| Lancer du marteau | Jean-Ian Carré 64,31 m (GR)                                                                          | Nicholas Li Yung Fong 54,69 m                                                                    | Lolloharowa Mahendrasingh 50,69 m                                                          |
| Lancer du javelot | Ali Hamidou Soultoini 64,92 m                                                                        | Patrick Boullé 58,09 m                                                                           | Donna Rakotoniaina 48,22 m                                                                 |
| Décathlon         | Donna Rakotoniaina 5 709 pts                                                                         | Théo Marie-Vlody 5 214 pts                                                                       | Blanc Mandaly 4 651 pts                                                                    |

### Femmes
| Épreuves          | Or | Argent                                                                                            | Bronze                                                                                                  |
| ----------------- | --- | ------------------------------------------------------------------------------------------------- | --- |
| 100 m             | Claudine Nomenjanahary 11 s 42                                                                                 | Nasrane Bacar 11 s 83                                                                             | Marie Océanne Moirt 11 s 85                                                                             |
| 200 m             | Claudine Nomenjanahary 23 s 55                                                                                 | Marie Océanne Moirt 24 s 28                                                                       | Amélie Anthony 24 s 30                                                                                  |
| 400 m             | Cynthia Namahako Georges 55 s 76                                                                               | Koloina Raherinaivo 56 s 65                                                                       | Ny Aina Andrianjafy 56 s 77                                                                             |
| 800 m             | Marthe Ralisinirina 2 min 15 s 33                                                                              | Eugénie Saholy 2 min 16 s 22                                                                      | Emma Métro 2 min 17 s 92                                                                                |
| 1 500 m           | Emma Métro 4 min 42 s 05                                                                                       | Marthe Ralisinirina 4 min 43 s 83                                                                 | Justine Chagnaud 4 min 45 s 11                                                                          |
| 5 000 m           | Marie Paule Perrier 17 min 41 s 92                                                                             | Emma Métro 17 min 50 s 22                                                                         | Katie Ann-Sue Mauthoor 18 min 36 s 36                                                                   |
| 10 000 m          | Marie Paule Perrier 38 min 39 s 71                                                                             | Katie Ann-Sue Mauthoor 38 min 44 s 60                                                             | Justine Chagnaud 39 min 7 s 27                                                                          |
| 100 m haies       | Sidonie Fiadanantsoa 13 s 14                                                                                   | Esther Turpin 13 s 17                                                                             | Estella Ravololonihanta 14 s 65                                                                         |
| 400 mètres haies  | Cynthia Namahako Georges 1 min 0 s 24                                                                          | Léa Mithra 1 min 1 s 30                                                                           | Djedidia Haurelia 1 min 2 s 86                                                                          |
| 4 × 100 m         | Madagascar Sidonie Fiadanantsoa Brigitte Razanajafy Claudine Nomenjanahary Zo Rakotonary 44 s 82               | Maurice Océanne Marie Moirt Marie Laurence Moutia Amélie Anthony Doriana Leopold 46 s 56          | Maldives Mariyam Alhaa Hussain Mariyam Ru'ya Ali Ahnaa Nizaar Aishath Himna Hassan 47 s 03              |
| 4 × 400 m         | Madagascar Koloina Raherinaivo Ny Aina Andrianjafy Sidonie Fiadanantsoa Cynthia Namahako Georges 3 min 45 s 78 | Maurice Angelique Abberley Ananxya Lebrasse Marie Clareth L'Etourdie Amélie Anthony 3 min 52 s 76 | Maldives Aminath Layaana Mohamed Aishath Himna Hassan Hawwa Muzna Faiz Ziva Moosa Shafeeu 3 min 52 s 99 |
| 5 km marche       | Prisca Manikion 26 min 26 s 90                                                                                 | Nivonirina Ramiharimirija 27 min 35 s 23                                                          | Dominique Gomez 30 min 33 s 27                                                                          |
| Semi-marathon     | Garance Blaut 1 h 20 min 27 s 8                                                                                | Isabelle Lamy 1 h 20 min 32 s 0                                                                   | Marie Paule Perrier 1 h 22 min 12 s 6                                                                   |
| Saut en hauteur   | Esther Turpin 1,69 m                                                                                           | Marie-Lucie Vu Van Quiet 1,63 m                                                                   | Emma Mounir 1,50 m                                                                                      |
| Saut à la perche  | Julia Boslak 3,70 m                                                                                            | Moana Peyrard 3,30 m                                                                              | Eva Sephora Onno 3,20 m                                                                                 |
| Saut en longueur  | Florentine Razanamandroso 6,13 m                                                                               | Esther Turpin 6,01 m                                                                              | Liliane Potiron 5,96 m                                                                                  |
| Triple saut       | Liliane Potiron 13,59 m                                                                                        | Marie-Anaëlle Nigathe 11,79 m                                                                     | Vaovao Rapitsaravolazandry 11,42 m                                                                      |
| Lancer du poids   | Gabrielle-Marie Basin 13,23 m                                                                                  | Estelle Louis 12,67 m                                                                             | Pestine Zia 8,48 m                                                                                      |
| Lancer du disque  | Carine Mérion 41,57 m                                                                                          | Marie Ingrid Germain 41,19 m                                                                      | Aninya Ravina 40,81 m                                                                                   |
| Lancer du marteau | Juliane Clair 52,69 m                                                                                          | Marie Franciana Guillaume 44,24 m                                                                 | Anaïs Bigot 42,64 m                                                                                     |
| Lancer du javelot | Selma Rosun 47,77 m                                                                                            | Vanessa Collin 45,22 m                                                                            | Pestine Zia 34,97 m                                                                                     |
| Heptathlon        | Tsha Trapu 3 846 pts                                                                                           | Claire Joseph 3 838 pts                                                                           | Marie-Lucie Vu Van Quiet 3 722 pts                                                                      |

### Mixte
| Épreuves  | Or | Argent                                                                               | Bronze                                                                                   |
| --------- | --- | ------------------------------------------------------------------------------------ | ---------------------------------------------------------------------------------------- |
| 4 × 400 m | Madagascar Koloina Raherinaivo Todisoa Rabearison Cynthia Namahako Georges Patrice Remandro 3 min 29 s 68 | Réunion Alyssa Hamilcaro Cédric Lacouture Esther Turpin Kenzo Valliamé 3 min 30 s 33 | Maldives Aishath Himna Hassan Hussain Riza Ziva Moosa Shafeeu Hassan Saaid 3 min 33 s 86 |

## Médailles

### Athlétisme
Le tableau des médailles décernées en athlétisme figure ci-après:
| Rang | Nation     | Or | Argent | Bronze | Total |
| ---- | ---------- | -- | ------ | ------ | ----- |
| 1    | Maurice    | 17 | 16     | 13     | 46    |
| 2    | Madagascar | 14 | 12     | 15     | 40    |
| 3    | La Réunion | 9  | 13     | 12     | 34    |
| 4    | Mayotte    | 3  | 3      | 1      | 7     |
| 5    | Seychelles | 2  | 1      | 1      | 4     |
| 7    | Comores    | 1  | 0      | 0      | 1     |
| 6    | Maldives   | 0  | 0      | 3      | 3     |

      Pays organisateur 

### Athlétisme handisport
Le tableau des médailles décernées en athlétisme handisport figure ci-après:
| Rang | Nation     | Or | Argent | Bronze | Total |
| ---- | ---------- | -- | ------ | ------ | ----- |
| 1    | Maurice    | 11 | 5      | 1      | 17    |
| 2    | Madagascar | 3  | 4      | 4      | 11    |
| 3    | Comores    | 1  | 3      | 0      | 4     |
| 4    | La Réunion | 1  | 2      | 4      | 7     |
| 5    | Seychelles | 0  | 2      | 5      | 7     |
| 6    | Maldives   | 0  | 0      | 2      | 2     |

      Pays organisateur 